# Автомобільні шляхи Сумської області
Автомобі́льні шляхи́ Сумської області — мережа доріг на території Сумщини, що об'єднує між собою населені пункти та окремі об'єкти та призначена для руху транспортних засобів, перевезення пасажирів та вантажів.

## Дороги державного значення

### Міжнародні автомобільні дороги
| Індекс та номер дороги | Маршрут у межах області                                                                       | Протяжність у межах області, км |
| ---------------------- | --------------------------------------------------------------------------------------------- | ------------------------------- |
| E101 E381 E391 М02     | Чернігівська область — Кролевець Р60 • Т 1907 • Т 2503 — Береза Р65 • Т 1915 — КПП «Бачівськ» | 98 км                           |

### Національні автомобільні дороги
| Індекс та номер дороги | Маршрут у межах області | Протяжність у межах області, км |
| ---------------------- | --- | ------------------------------- |
| Н07                    | Чернігівська область — Ромни Р60 • Т 1913 • Т 1916 — Недригайлів Т 1904 — Кушніри Т 1926 — Штепівка Т 1906 • Т 1926 — Суми Н12 • Р44 • Р45 • Р61 • Т 1901 • Т 1909 — КПП «Юнаківка» | 171 км                          |
| Н12                    | Суми Н07 • Р44 • Р45 • Р61 • Т 1901 • Т 1909 — Обхід Сум — Тростянець Т 1913 • Т 1923 — Т 1932 — Охтирка Р46 • Т 1705 — Лутище Т 1928 — Полтавська область                          | 108 км                          |

### Регіональні автомобільні дороги
| Індекс та номер дороги | Маршрут у межах області | Протяжність у межах області, км |
| ---------------------- | --- | ------------------------------- |
| Р44                    | Глухів Р65 — Путивль Т 1911 • Т 1920 • Т 1921 • Т 1922 — Чумакове Т 1910 — Білопілля Т 1904 • Т 1906 — Суми Н07 • Н12 • Р45 • Р61 • Т 1901 • Т 1909                    | 131 км                          |
| Р45                    | Суми Н07 • Н12 • Р44 • Р61 • Т 1901 • Т 1909 — Краснопілля Т 1901 • Т 1918 — Мезенівка Т 1913 — Дружба Т 1923 — Велика Писарівка Т 1705 • Т 1931 — Харківська область  | 105 км                          |
| Р46                    | Охтирка Н12 • Т 1929 • Т 1705 — Харківська область | 22 км                           |
| Р60                    | Кролевець М02 • Т 1907 • Т 2503 — Мутин Т 1911 — Конотоп Р61 • Т 1910 • Т 1925 — Хмелів Т 1914 — Ромни Н07 • Т 1913 • Т 1916 — Полтавська область                      | 157 км                          |
| Р61                    | Чернігівська область — Конотоп Р60 • Т 1910 • Т 1925 — Чернеча Слобода Т 1914 — Терни Т 1904 • Т 1919 — Соснівка Т 1906 — Суми Н07 • Н12 • Р44 • Р45 • Т 1901 • Т 1909 | 138 км                          |
| E38 E391 Р65           | Чернігівська область — Шостка Т 1907 • Т 1908 • Т 1912 — Береза М02 • Т 1915 — Глухів Р44 — Заруцьке Т 1921 — КПП «Катеринівка»                                        | 72 км                           |

### Територіальні автомобільні дороги
| Індекс та номер дороги | Маршрут у межах області | Протяжність у межах області, км |
| ---------------------- | --- | ------------------------------- |
| Т 1901                 | Суми Н07 • Н12 • Р44 • Р45 • Р61 • Т 1909 — Миропілля — Краснопілля Р45 • Т 1918                                             | 58,6 км                         |
| Т 1904                 | Білопілля Р44 • Т 1906 — Терни Р61 • Т 1919 — Недригайлів Н07 — Липова Долина Т 1913 — Полтавська область                    | 95 км                           |
| Т 1906                 | Лантратівка Т 1705 — Лебедин Т 1909 • Т 1913 — Штепівка Н07 • Т 1926 — Соснівка Р61 — Білопілля Р44 • Т 1904 — КПП «Рижівка» | 122,1 км                        |
| Т 1907                 | Шостка Р65 • Т 1908 • Т 1912 — Кролевець М02 • Р60 • Т 2503                                                                  | 35,1 км                         |
| Т 1908                 | Шостка Р65 • Т 1907 • Т 1912 — Зноб-Новгородське — Середина-Буда Т 1915 • Т 1924                                             | 84 км                           |
| Т 1909                 | Суми Н07 • Н12 • Р44 • Р45 • Р61 • Т 1901 — Лебедин Т 1906 • Т 1913                                                          | 41,1 км                         |
| Т 1910                 | Конотоп Р60 • Р61 • Т 1925 — Буринь Т 1914 • Т 1919 — Чумакове Р44                                                           | 43,7 км                         |
| Т 1911                 | Мутин Р60 — Путивль Р44 • Т 1920 • Т 1921 • Т 1922                                                                           | 31 км                           |
| Т 1912                 | Шостка Р65 • Т 1907 • Т 1908 — Ямпіль Т 1915                                                                                 | 20 км                           |
| Т 1913                 | Ромни Н07 • Р60 • Т 1916 — Липова Долина Т 1904 — Лебедин Т 1906 • Т 1909 — Тростянець Н12 • Т 1923 — Мезенівка Р45          | 149,8 км                        |
| Т 1914                 | Хмелів Р60 — Чернеча Слобода Р61 — Буринь Т 1910 • Т 1919                                                                    | 46,8 км                         |
| Т 1915                 | Береза М02 • Р65 — Ямпіль Т 1912 — Під'їзд до Дружби — Середина-Буда Т 1908 • Т 1924 — КПП «Середина Буда»                   | 69,2 км                         |
| Т 1916                 | Ромни Н07 • Р60 • Т 1913 — Великі Бубни                                                                                      | 23,6 км                         |
| Т 1918                 | Краснопілля Р45 • Т 1918 — КПП «Покровка»                                                                                    | 20,8 км                         |
| Т 1919                 | Буринь Т 1910 • Т 1914 — Воскресенка — Терни Р61 • Т 1904                                                                    | 20,7 км                         |
| Т 1920                 | Путивль Р44 • Т 1911 • Т 1921 • Т 1922 — Линове — Нова Слобода — Софроніївський монастир                                     | 21,7 км                         |
| Т 1921                 | Путивль Р44 • Т 1911 • Т 1920 • Т 1922 — Шалигине — Заруцьке Р65                                                             | 39,7 км                         |
| Т 1922                 | Путивль Р44 • Т 1911 • Т 1920 • Т 1921 — Кардаші — Спадщина                                                                  | 12 км                           |
| Т 1923                 | Тростянець Н12 • Т 1913 — Ницаха — Дружба Р45                                                                                | 32,9 км                         |
| Т 1924                 | Середина-Буда Т 1908 • Т 1915 — Заїзд до села Хлібороб — Заїзд до села Винторівка — Стара Гута — Василівка                   | 26,3 км                         |
| Т 1925                 | Конотоп Р60 • Р61 • Т 1910 — Соснівка                                                                                        | 4 км                            |
| Т 1926                 | Штепівка Н07 • Т 1906 — Катеринівка — Тимченки — Кушніри Н07                                                                 | 33,2 км                         |
| Т 1927                 | Чернеччина Т 1705 — Журавне                                                                                                  | 12,2 км                         |
| Т 1928                 | Лутище Н12 — Куземин | 10,3 км                         |
| Т 1929                 | Охтирка Н12 • Р46 • Т 1705 — Бакирівка                                                                                       | 13,8 км                         |
| Т 1930                 | Т 1705 — Добрянське — Сидорова Яруга                                                                                         | 13,3 км                         |
| Т 1931                 | Велика Писарівка Р45 • Т 1705 — Олександрівка — Т 1705                                                                       | 5,9 км                          |
| Т 1932                 | Н12 — Зарічне | 3 км                            |

Частково територією області проходять територіальні автомобільні дороги інших областей
| Індекс та номер дороги | Маршрут у межах області | Протяжність у межах області, км |
| ---------------------- | --- | ------------------------------- |
| Т 1705                 | Полтавська область — Мала Павлівка Т 1728 — Лантратівка Т 1906 — Чернеччина Т 1927 — Охтирка Н12 • Р46 • Т 1929 — Т 1930 — Велика Писарівка Р45 • Т 1931 — Т 1931 — КПП «Велика Писарівка» | 96 км                           |
| Т 1728                 | Полтавська область — Мала Павлівка Т 1705 | 2 км                            |
| Т 2503                 | Чернігівська область — Кролевець М02 • Р60 • Т 1907 | 19 км                           |

## Дороги місцевого значення
Дороги місцевого значення поділяються на обласні або міжрайонні, які позначаються індексом- "О" та районні або сільські з індексом- "С".

### Обласні автомобільні дороги (О)
https://wiki.openstreetmap.org/wiki/Uk:Обласні_автомобільні_дороги_Сумська_область [Архівовано 5 листопада 2021 у Wayback Machine.]

### Сільські автомобільні дороги (С)
https://wiki.openstreetmap.org/wiki/Uk:Районні_автомобільні_дороги_Сумська_область [Архівовано 5 грудня 2017 у Wayback Machine.]